# ピョートル・イヴァーノフ
ピョートル・ニコラーエヴィチ・イヴァーノフ(ロシア語:Петр Николаевич Иванов ピョートル・ニカラーイェヴィチュ・イヴァーナフ；ウクライナ語: Петро Миколайович Іванов ペトロー・ムィコラーヨヴィチュ・イヴァーノウ、1885年 - 没年不明)は、ロシア帝国の軍人・航空機設計者である。

## 概要
1885年に生まれた。1915年には、ロシア帝国の権威ある航空操縦士学校であったセヴァストーポリ航空学校(今のカーチャ航空学校)を卒業し、ロシア帝国軍の士官となった。
航空隊の任務に就き、第6航空兵站部第26航空隊に配属された。隊長のアントーノフの支援のもとフランス製の複葉軽爆撃機であるヴォワザン機の改良を試みた。イヴァーノフは、西ウクライナの都市ジュメールィンカでヴォワザン LASを受領した。
技官であったI・I・ヂーリの補佐のもと機体を完成し、1916年3月2日にはイヴァーノフ自身の手によって初飛行が実施された。試験の結果は良好で、ロシア帝国軍司令部はそれまでのヴォワザン LASの生産を中止し、この改良型の生産を開始することを決定した。この機体は、ロシア語で「イヴァーノフのヴォワザン機」を意味する「ヴアゼーン・イヴァーノヴァ」の名称で呼ばれた。
ヴアーゼン・イヴァーノヴァの生産はアルトゥール・アントーノヴィチ・アーナトラがオデッサに所有していた航空機工場で開始され、あわせて150機以上が製された。ヴアーゼン・イヴァーノヴァは、1922年までの長期間にわたって部隊で運用された。
しかし、1917年に相次いで起こったロシア革命により帝国内は混乱を極めた。そして、ロシアの初期の重要な航空機設計者であるピョートル・イヴァーノフのその後の運命でさえも、現代ではわからなくなってしまった。